# Cristo como Redentor Sufriente

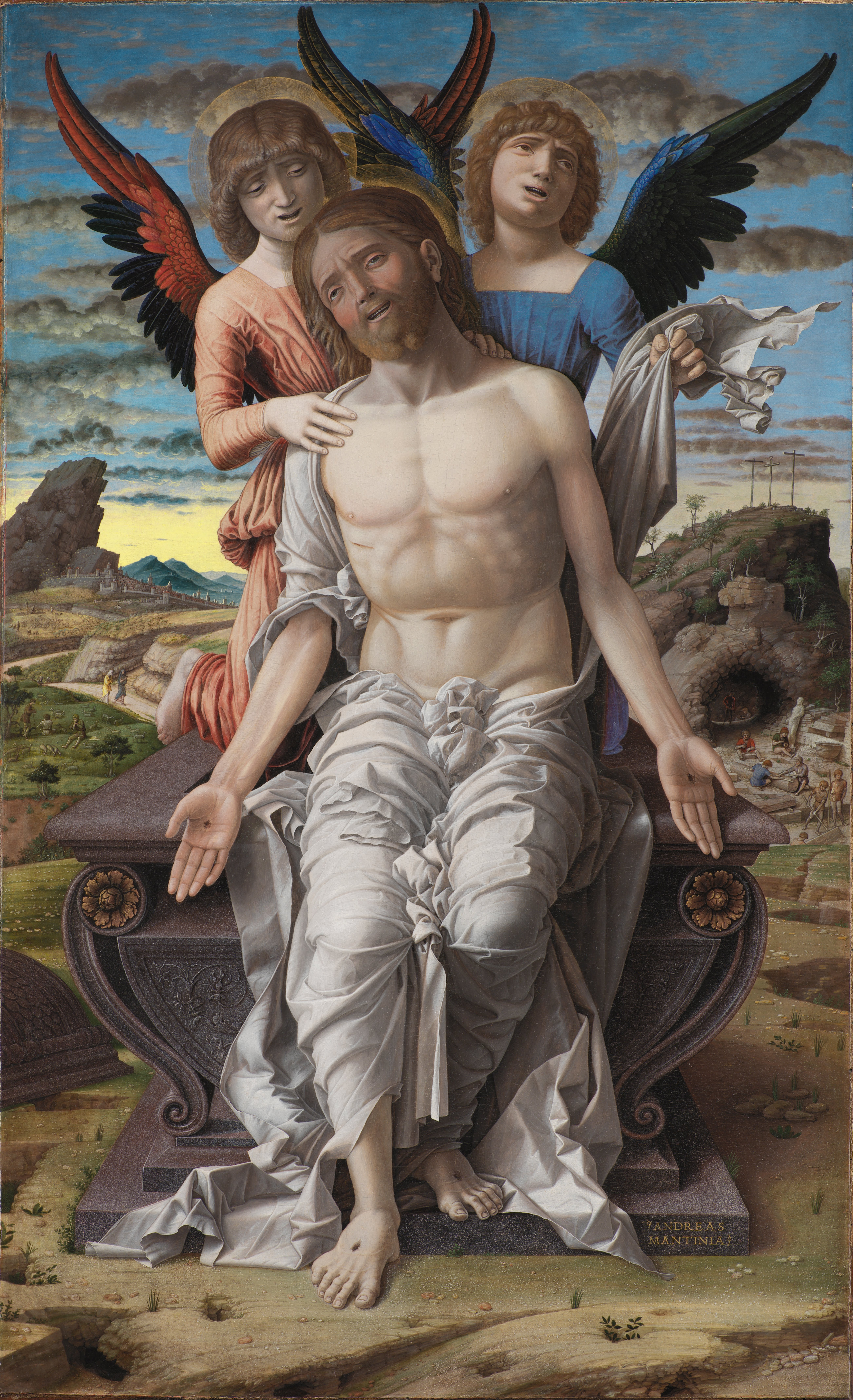
Cristo como Redentor Sufriente, Andrea Mantegna.

Cristo como Redentor Sufriente  es una pintura del artista del Renacimiento italiano Andrea Mantegna, datado hacia c. 1488-1500 y albergado en la Galería Nacional de Dinamarca, en Copenhague, Dinamarca.

## Historia
El trabajo generalmente se asigna a Mantegna durante su  estancia en Roma, debido a las similitudes estilísticas con la Madonna de la Cantera, a pesar de que otros historiadores del arte la consideran de la década de 1490.
La pintura aparece en un inventario de la Familia Gonzaga de 1627, y pertenecía al cardenal Silvio Valenti Gonzaga en 1763 cuando se convirtió en parte del tesoro Real danés, al ser adquirida por el rey Federico IV de Dinamarca para su colección de arte similar a la de otras familias reales europeas.

## Descripción
La pintura está firmada en el borde de la base de mármol del sepulcro y es una original versión del tema tradicional de la Pietà. Cristo, retratado con las manos abiertas para mostrar todas las heridas de la crucifixión, está sentado sobre un antiguo sarcófago finamente esculpido.
La parte inferior de su cuerpo está envuelta en una sábana de blancura metalizada, y es sostenido por dos ángeles dolientes arrodillados: un serafín (azul) y un querubín (rojo). A la izquierda, es visible una esquina de la tapa del sarcófago, mientras el fondo está ocupado por un paisaje lejano bajo la luz del ocaso. A la derecha está el Calvario con una cantera en su base con hombres trabajando una columna y una estatua, y cortando losas. Dos trabajadores más pueden ser vistos en la gruta, iluminados por una fuente interna de luz. A la izquierda los campos con pastores y ganado y una ciudad amurallada, Jerusalén, a los pies de un alto espolón rocoso. Las mujeres piadosas se dirigen por un camino hacia la tumba de Jesús.